# Georges Jacob
Georges Jacob (Cheny, 6 luglio 1739 – Parigi, 5 luglio 1814) è stato un ebanista francese.

## Biografia
Jacob nacque in Borgogna e trasferitosi a Parigi dopo la morte del padre, divenne allievo dell'ebanista Louis Delanois.
Jacob diventò un modello di riferimento per gli artisti e gli artigiani dello stile Luigi XVI e dello stile Impero, contribuendo alla diffusione dello stile neoclassico.
Jacob applicò la sua maestria su numerosi oggetti d'arredamento, quali sedie, poltrone, letti e divani.
Fra le anticipazioni stilistiche, di gusto e progettuali realizzate da Jacob si possono citare sedili con struttura tonda e braccioli a 'rampa'.
Le sue creazioni si caratterizzarono per alcuni elementi decorativi, come sfingi e teste d'aquila.
Jacob arredò la casa di Jacques-Louis David, prendendo spunto dai disegni dei vasi etruschi e dell'età classica.
Tra i suoi committenti vi furono Maria Antonietta d'Asburgo-Lorena nella reggia di Versailles e Maria Luisa d'Asburgo-Lorena.
I suoi progetti più significativi furono l'arredamento dell'imponente Palazzo delle Tuileries, quello della sala della Convenzione e del Castello di Fontainebleau.
I suoi due figli, Georges e François-Honoré, proseguirono la sua attività di ebanista.